# 浦安駅 (鳥取県)
浦安駅（うらやすえき）は、鳥取県東伯郡琴浦町大字徳万字大久保田にある西日本旅客鉄道（JR西日本）山陰本線の駅である。

## 歴史
- 1903年（明治36年）

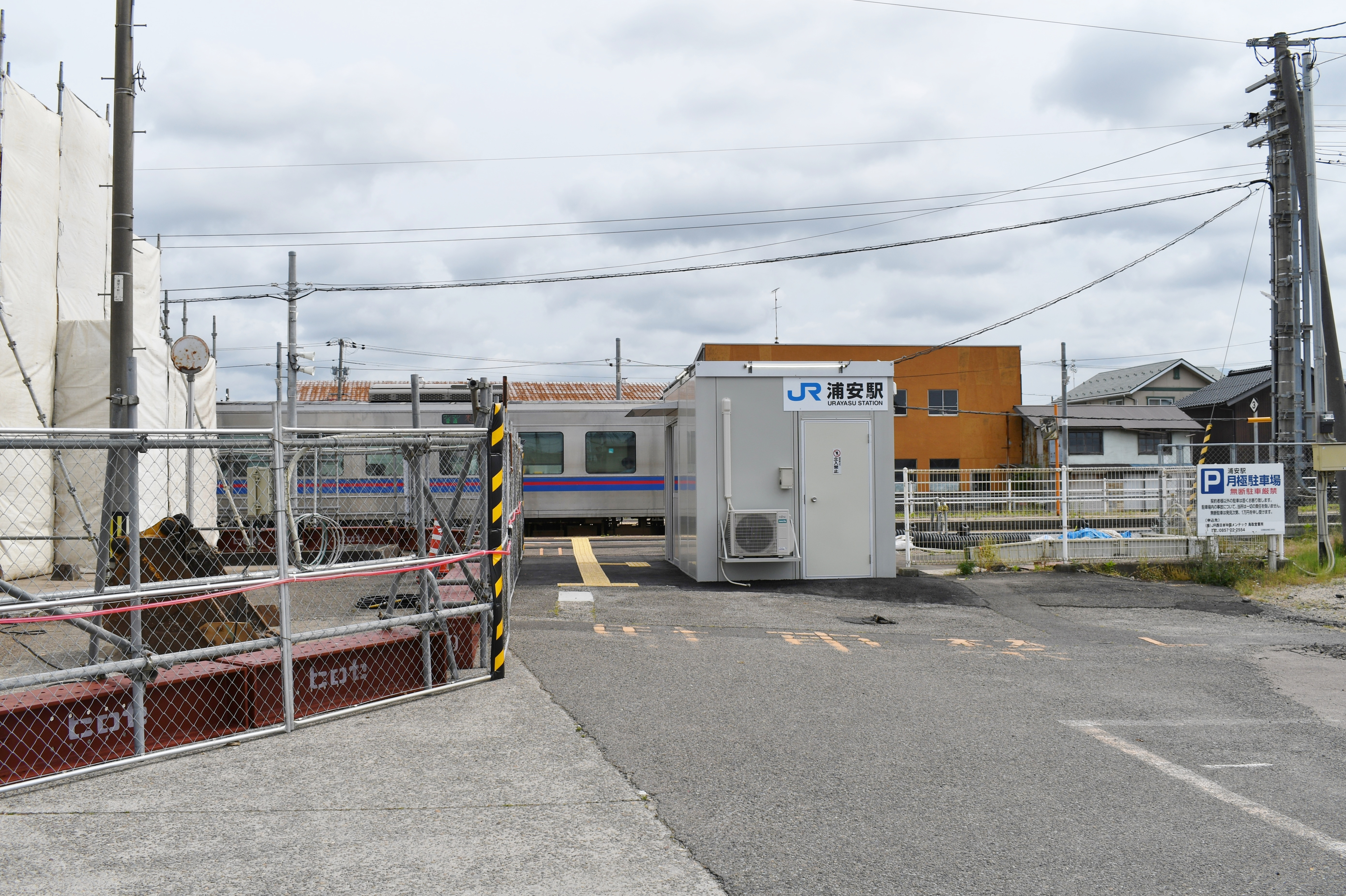
解体工事中仮駅舎（2025年5月）

  - 8月28日：官設鉄道御来屋駅 - 当駅間延伸時に終着駅である八橋駅（やばせえき）として開設[1]。客貨取扱開始[1]。
  - 12月20日：官設鉄道当駅 - 倉吉駅間延伸、途中駅となる。
- 1909年（明治42年）10月12日：線路名称制定、山陰本線所属となる。
- 1938年（昭和13年）8月20日：東八橋駅（ひがしやばせえき）に改称[1]。
- 1949年（昭和24年）12月15日：浦安駅（うらやすえき）に改称[2]。
- 1982年（昭和57年）11月7日：貨物取扱廃止[1]。
- 1985年（昭和60年）10月21日：昭和天皇が第40回国民体育大会に合わせて県内を行幸。お召し列車が当駅発、伯耆大山駅着で運転[3]。
- 1986年（昭和61年）11月1日：荷物扱い廃止[1]。
- 1987年（昭和62年）4月1日：国鉄分割民営化に伴い、JR西日本の駅となる[1]。
- 2020年（令和2年）3月14日：無人駅化[4]。
- 2025年（令和7年）
  - 2月1日：駅構内の跨線橋撤去工事に伴い、南口待合所（2番のりば）の供用を開始[5]。
  - 5月16日 - 仮駅舎に移行[6]。
  - 5月19日 - 解体工事開始[7]。

## 駅構造
相対式ホーム2面2線を有する列車交換可能な地上駅。1934年建設の木造駅舎を備える。1番のりば側に駅舎があり、両ホームは2025年1月までは駅構内の2番のりばへは跨線橋で連絡していた。（2025年2月現在は琴浦町生涯学習センター横の跨線橋で連絡可能）
以前は単式・島式ホーム混合2面3線であったが、2003年（平成15年）、鳥取県鉄道高速化事業に伴い鳥取駅寄り分岐について1線スルー化工事が行われ、通過列車が1番線（単式側）を通過するようになった。同時に、3番線（上下副本線）を撤去し、1番線を上下本線、2番線を上下副本線とした2面2線となった（ホーム旧3番線側にはガードレールが設置されている）。
また、以前は駅舎東側や3番線南側に側線が数本存在していたようである。
無人駅。駅舎内に自動券売機が設置されている。
2023年（令和5年）8月にJR西日本山陰支社が駅舎の活用を琴浦町に打診し、その後の協議でJR西日本が駅舎、トイレ、跨線橋などを解体し、琴浦町がより小規模の新駅舎を整備することで合意した。渡線橋の撤去に伴いホーム南側へは隣接する駐車場側から新たに出入口を整備され、2025年2月よりホーム南側から直接入場できるようになった。

### のりば
| のりば | 路線     | 方向 | 行先           |
| ------ | -------- | ---- | -------------- |
| 1・2   | 山陰本線 | 上り | 倉吉・鳥取方面 |
| 1・2   | 山陰本線 | 下り | 米子・松江方面 |

付記事項
- 通過列車及び行違いを行わない停車列車は上下線共に1番のりばを通る。
- 後続の通過列車を待ち合わせまたは通過列車と行違いを行う停車列車は、上下線共に2番のりばに停車する。
- 停車列車同士の行違いの場合は原則、鳥取方面行（上り）が1番のりば、米子方面行（下り）が2番のりばに入るが、後続が通過列車の場合はこの限りではない。

## 利用状況
| 1日乗降人員推移 | 1日乗降人員推移 |
| 年度            | 1日平均人数     |
| --------------- | --------------- |
| 2011年          | 762             |
| 2012年          | 779             |
| 2013年          | 799             |
| 2014年          | 744             |
| 2015年          | 748             |
| 2016年          | 752             |
| 2017年          | 751             |
| 2018年          | 762             |
| 2019年          | 712             |
| 2020年          | 534             |

## 駅周辺
当駅は琴浦町の代表駅である。
- 琴浦町役場
- 琴浦町生涯学習センター「まなびタウンとうはく」
  - 琴浦町図書館本館
- 東伯郵便局
- 琴浦大山警察署徳万駐在所
- 鳥取銀行東伯支店
- 山陰合同銀行東伯支店
- 倉吉信用金庫浦安支店
- JA鳥取中央東伯支所
- スーパーセンタートライアル琴浦店
- 琴浦町立東伯中学校
- 国道9号
- 鳥取県道44号東伯野添線
- 鳥取県道168号浦安停車場線

## バスのりば
駅前にバスのりばが存在する。
日ノ丸バス
- 赤碕線

琴浦町営バス
- 東伯線[注釈 1]、琴浦海岸線

## その他
駅名を同じくする千葉県の浦安駅（東京メトロ東西線）とは、「『じゃない方』の、浦安。」としてコラボレーション企画を実施している。2015年10月に琴浦町・地域おこし協力隊がポスターを作製した。

## 隣の駅
西日本旅客鉄道（JR西日本）
 山陰本線
■快速「とっとりライナー」
由良駅 - 浦安駅 - 赤碕駅
■普通
由良駅 - 浦安駅 - 八橋駅